# Гилкисон, Терри
Терри Гилкисон (англ. Terry Gilkyson; полное имя — Хэмилтон Хенри Гилкисон-третий; англ. Hamilton Henry Gilkyson III; 17 июня 1916, Финиксвилл, Пенсильвания, — 15 октября 1999, Остин, Техас) — американский музыкант, певец и автор песен, фолк-исполнитель, наибольшую известность получивший в середине 1950-х годов — время, которое принято считать «потерянным» для американского фолка. Гилкисон снимался в кино и писал музыку к фильмам; его «The Bare Necessities» (из мультфильма «Книга джунглей») в 1968 году была номинирована на премию «Оскар» в номинации «Лучшая песня к фильму». В числе самых знаменитых песен Гилкисона — популяризованная группой The Brothers Four «Greenfields», считающаяся современной фолк-классикой, а также «The Cry of the Wild Goose», хит 1940-х годов, положивший начало музыкальной карьере Теннесси Эрни Форда.

## Биография
Терри Гилкисон родился и воспитывался в музыкальной семье. Под влиянием родителей он поступил в Университет штата Пенсильвания изучать музыкальное искусство, но проучился здесь лишь два курса. В 1937 году Гилкисон переехал в Тусон, Аризона и поступил работать на ранчо; здесь он начал играть на гитаре и сочинять свои первые песни. Когда началась Вторая мировая война, Гилкисон вступил в ряды вооруженных сил, сначала — в кавалерию, затем — в авиационное подразделение (AAC), где и служил вплоть до демобилизации в 1945 году. Вернувшись в Пенсильванию, он поступил на руководящую должность в страховую компанию, которую унаследовал от отца, но уже в 1947 году переехал с невестой в Лос-Анджелес, а год спустя стал ведущим радиопрограммы «The Solitary Singer», адресованной военнослужащим. В эти годы, да и впоследствии, он избегал политических высказываний и потому не попал в «чёрный список» в годы маккартизма и «охоты за ведьмами», где оказались многие его коллеги.